# エッセンシャル・クラッシュ
エッセンシャル・クラッシュ (The Essential Clash) はイギリスのバンド、ザ・クラッシュのベスト・アルバムおよび映像作品。ソニーの「エッセンシャル・シリーズ (en:The Essential)」の一環として、アルバムとDVDが同時期に発売された。

## 概要
『ザ・ストーリー・オブ・ザ・クラッシュ』に続くクラッシュのベスト・アルバムだが、本作ではほぼリリース順を追っての収録となっている。
バンド最後のアルバム『カット・ザ・クラップ』の収録曲を唯一含むベスト・アルバムとなっている。ジョー・ストラマーの死後にリリースされたが、企画、選曲はストラマー存命中に行われている。
DVDにはミュージックヴィデオ、ライヴ映像のほか、ストラマーが休暇中に撮影した映画『Hell W10』が収録されている。CDとDVDを同梱した『エッセンシャル・クラッシュ・プラス』がアメリカで2005年10月に、日本では2006年12月6日に発売された。

## 収録曲
イギリス盤のディスク1に収録されている「1977」はアメリカ盤では省かれている。また、イギリス盤に収録されている「ブロードウェイ」はアメリカ盤にはなく、代わりに「ポリス・オン・マイ・バック」が収録されている。イギリス盤収録の「イワンがG.I.ジョーに会う時」は別編集版。アメリカ版収録の「クラッシュ・シティ・ロッカーズ」はオリジナル・バージョンで収録。

### イギリス版
ディスク1
1. 白い暴動 (White Riot)
2. 1977 (1977)
3. ロンドンは燃えている! (London's Burning)
4. コンプリート・コントロール (Complete Control)
5. クラッシュ・シティ・ロッカーズ (Clash City Rockers)
6. 反アメリカ (I'm So Bored With The U.S.A.)
7. 出世のチャンス (Career Opportunities)
8. 憎悪・戦争 (Hate & War)
9. ペテン (Cheat)
10. ポリスとコソ泥 (Police & Thieves)
11. ジェニー・ジョーンズ (Janie Jones)
12. ガレージランド (Garageland)
13. キャピタル・レディオ・ワン (Capital Radio One)
14. ハマースミス宮殿の白人 ((White Man) In Hammersmith Palais)
15. イングリッシュ・シヴィル・ウォー (English Civil War)
16. トミー・ガン (Tommy Gun)
17. セイフ・ヨーロピアン・ホーム (Safe European Home)
18. ジュリーはドラッグ・スクワッドで働いている (Julie's Been Working For The Drug Squad)
19. ステイ・フリー (Stay Free)
20. グルーヴィー・タイムズ (Groovy Times)
21. アイ・フォート・ザ・ロウ (I Fought The Law)

ディスク2
1. ロンドン・コーリング (London Calling)
2. ブリクストンの銃 (The Guns Of Brixton)
3. クランプダウン (Clampdown)
4. しくじるなよ、ルーディ (Rudie Can't Fail)
5. ロスト・イン・ザ・スーパーマーケット (Lost In The Supermarket)
6. ジミー・ジャズ (Jimmy Jazz)
7. トレイン・イン・ヴェイン (Train In Vain)
8. バンクロバー (Bankrobber)
9. 7人の偉人 (The Magnificent Seven)
10. イワンがG.I.ジョーに会う時 (Ivan Meets G.I. Joe)
11. ストップ・ザ・ワールド (Stop The World)
12. 誰かが殺された (Somebody Got Murdered)
13. ストリート・パレード (The Street Parade)
14. ブロードウェイ (Broadway)
15. ディス・イズ・レディオ・クラッシュ (This Is Radio Clash)
16. ゲットーの被告人 (Ghetto Defendant)
17. ロック・ザ・カスバ (Rock The Casbah)
18. ストレイト・トゥ・ヘル (Straight To Hell)
19. シュド・アイ・ステイ・オア・シュド・アイ・ゴー (Should I Stay Or Should I Go)
20. ディス・イズ・イングランド (This Is England)

### アメリカ、日本版
ディスク1
1. 白い暴動 (White Riot)
2. ロンドンは燃えている! (London's Burning)
3. コンプリート・コントロール (Complete Control)
4. クラッシュ・シティ・ロッカーズ (Clash City Rockers)
5. 反アメリカ (I'm So Bored With The U.S.A.)
6. 出世のチャンス (Career Opportunities)
7. 憎悪・戦争 (Hate & War)
8. ペテン (Cheat)
9. ポリスとコソ泥 (Police & Thieves)
10. ジェニー・ジョーンズ (Janie Jones)
11. ガレージランド (Garageland)
12. キャピタル・レディオ・ワン (Capital Radio One)
13. ハマースミス宮殿の白人 ((White Man) In Hammersmith Palais)
14. イングリッシュ・シヴィル・ウォー (English Civil War)
15. トミー・ガン (Tommy Gun)
16. セイフ・ヨーロピアン・ホーム (Safe European Home)
17. ジュリーはドラッグ・スクワッドで働いている (Julie's Been Working For The Drug Squad)
18. ステイ・フリー (Stay Free)
19. グルーヴィー・タイムズ (Groovy Times)
20. アイ・フォート・ザ・ロウ (I Fought The Law)

ディスク2
1. ロンドン・コーリング (London Calling)
2. ブリクストンの銃 (The Guns Of Brixton)
3. クランプダウン (Clampdown)
4. しくじるなよ、ルーディ (Rudie Can't Fail)
5. ロスト・イン・ザ・スーパーマーケット (Lost In The Supermarket)
6. ジミー・ジャズ (Jimmy Jazz)
7. トレイン・イン・ヴェイン (Train In Vain)
8. バンクロバー (Bankrobber)
9. 7人の偉人 (The Magnificent Seven)
10. イワンがG.I.ジョーに会う時 (Ivan Meets G.I. Joe)
11. ポリス・オン・マイ・バック (Police on My Back)
12. ストップ・ザ・ワールド (Stop The World)
13. 誰かが殺された (Somebody Got Murdered)
14. ストリート・パレード (The Street Parade)
15. ディス・イズ・レディオ・クラッシュ (This Is Radio Clash)
16. ゲットーの被告人 (Ghetto Defendant)
17. ロック・ザ・カスバ (Rock The Casbah)
18. ストレイト・トゥ・ヘル (Straight To Hell)
19. シュド・アイ・ステイ・オア・シュド・アイ・ゴー (Should I Stay Or Should I Go)
20. ディス・イズ・イングランド (This Is England)

## DVD

### 収録曲
1. クラッシュ・オン・ブロードウェイの予告編（「ロンドン・コーリング」、「レディ・クラッシュ」）
2. 白い暴動 (White Riot)
3. コンプリート・コントロール (Complete Control)
4. トミー・ガン (Tommy Gun)
5. クランプダウン (Clampdown)
6. トレイン・イン・ヴェイン (Train In Vain)
7. ロンドン・コーリング (London Calling)
8. バンクロバー (Bankrobber)
9. ザ・コール・アップ (The Call Up)
10. ロック・ザ・カスバ (Rock The Casbah)
11. シュド・アイ・ステイ・オア・シュド・アイ・ゴー（ライヴ） (Should I Stay Or Should I Go)
12. 出世のチャンス（ライヴ） (Career Opportunities)

### 特典映像
- 『Hell W10』 - ストラマーが撮影した無声映画。バンドメンバーや関係者が出演している。
- プロモ・フッテージ（1976年、「1977」、「白い暴動」、「ロンドンは燃えている!」）
- ディスコグラフィ
- 「アイ・フォート・ザ・ロウ」（『ルード・ボーイ』で使われた映像）
- テレビ・インタビュー（1976年、"LONDON WEEKEND SHOW"）